# Konstal 105Ng
Konstal 105Ng – typ czteroosiowego tramwaju, wytwarzanego w 1993 r. w zakładach Konstal w Chorzowie dla warszawskiej sieci tramwajowej. Wyprodukowano 2 wagony tego typu.

## Konstrukcja
Konstal 105Ng to jednokierunkowy, czteroosiowy, silnikowy wagon tramwajowy. Podłoga tramwaju położona jest na wysokości 910 mm nad główką szyny. Po prawej stronie nadwozia zamontowano troje odskokowych, dwuskrzydłowych drzwi. W przedziale pasażerskim rozmieszczono tapicerowane siedzenia w układzie 1+1. Górna część okien jest uchylna. Kabinę motorniczego oddzielono od przestrzeni pasażerskiej szafą z wyposażeniem elektrycznym i drzwiami.
Tramwaje 105Ng wyposażone są w rozruch oporowy. Obydwa dwuosiowe wózki są napędowe, przy czym jeden silnik prądu stałego typu Ltd-220 napędza jedną oś. Gniazda sterowania wielokrotnego, zainstalowane na ścianach czołowych, pozwalają na łączenie wagonów w składy.
W stosunku do tramwajów typu 105Na, oprócz zastosowania nowego nadwozia z drzwiami odskokowymi, wprowadzono następujące modyfikacje: pantograf dwuramienny zastąpiono połówkowym, zamontowano przetwornicę statyczną w miejsce wirowej, wyciszono i unowocześniono wózki, zainstalowano zmodernizowany pulpit motorniczego.

## Dostawy
W 1993 r. wyprodukowano 2 tramwaje typu 105Ng.
| Państwo        | Miasto         | Lata dostaw    | Liczba | Numery taborowe |       |
| -------------- | -------------- | -------------- | ------ | --------------- | ----- |
| Polska         | Warszawa       | 1993           | 2      | 1423–1424       | [ 1 ] |
| Łączna liczba: | Łączna liczba: | Łączna liczba: | 2      |                 |       |